# Piet van der Horst jr.
Piet van der Horst jr. (Klundert, 9 juni 1939) is een Nederlands voormalig wielrenner.

## Carrière
Van der Horst was slechts twee jaar als professional actief, van 1961 tot en met 1963. Ook zijn oom, Piet van der Horst senior, was professioneel wielrenner geweest en tevens zijn voorbeeld. Piet behaalde één zege in zijn carrière toen hij in 1961 de Ronde van Overijssel won. In 1962 kwam hij een jaar uit voor de toenmalige Wolber ploeg. Eveneens in 1962 nam hij deel aan de Ronde van Spanje namens het nationale team. Hier stapte hij af na de zesde etappe.

## Palmares

### Overwinningen
1961
Ronde van Overijssel

### Resultaten in Grote Rondes
| Jaar | Ronde van Italië | Ronde van Frankrijk | Ronde van Spanje |
| ---- | ---------------- | ------------------- | ---------------- |
| 1962 |                  |                     | opgave           |